# Pier Paolo Bianchi
Pas d'image ? Cliquez ici
Pier Paolo Bianchi (né le 11 mars 1952 à Rimini dans la région Émilie-Romagne en Italie) est un pilote italien de moto.

## Biographie
Pier Paolo Bianchi a fait ses débuts dans la compétition moto en 1973 au Grand Prix des Nations sur Yamaha dans la catégorie 125 cm3.
Durant la saison 1974, il s'engage de nouveau dans cet événement, cette fois sur Minarelli et atteint la troisième place.
L'année suivante, Bianchi effectue une saison solide sur Morbidelli où il obtient six deuxièmes places et a été sacré vice-champion derrière son compatriote Paolo Pileri. En 1976, Pier Paolo Bianchi remporte le titre mondial 125 cm3 avec sept victoires en neuf Grands Prix organisé et une avance de 23 points sur son dauphin Ángel Nieto.
En 1977, toujours en 125 cm3 et sur Morbidelli, il engrange les victoires et termine de nouveau premier au championnat. Il obtient sept victoires et une avance de 26 points sur son dauphin Eugenio Lazzarini.
Il poursuit sa carrière dans la même catégorie et obtient un troisième titre lors de la saison 1980 ainsi qu'une deuxième place en 1985.
Sa carrière s'arrête à la suite de la saison 1989. Au total, Pier Paolo Bianchi a disputé 111 Grand Prix comptant pour la Coupe du monde et a remporté 27 d'entre eux.

## Palmarès
- 1976, 1977 et 1980 Vainqueur du championnat du monde 125 cm3.

### Sources
- (nl) Cet article est partiellement ou en totalité issu de l’article de Wikipédia en néerlandais intitulé « Pier Paolo Bianchi » (voir la liste des auteurs).